# Philipp von der Pfalz (1627–1650)

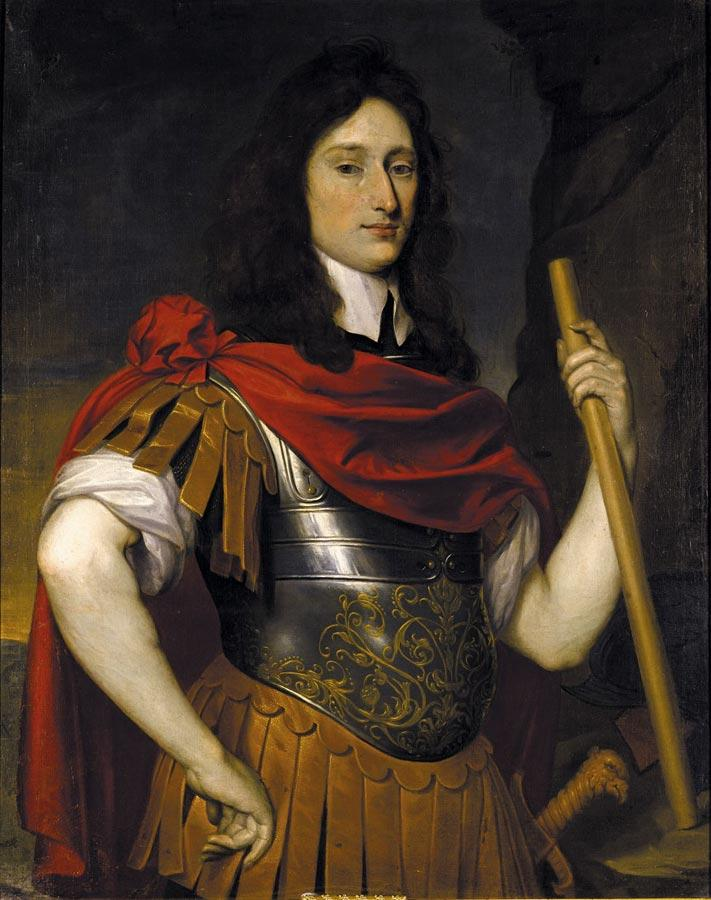
Prinz Philipp von der Pfalz, Gemälde von Gerrit van Honthorst

Philipp von der Pfalz (* 16. September 1627 in Den Haag; † 16. Dezember 1650 in Rethel) war ein pfälzischer Prinz und Pfalzgraf bei Rhein aus der Linie Pfalz-Simmern.

## Leben
Philipp war ein Sohn des Kurfürsten Friedrich V. von der Pfalz (1596–1632) aus dessen Ehe mit Elisabeth Stuart (1596–1662), Tochter des Königs Jakob I. von England. Philipp wurde in Den Haag geboren, wohin seine Eltern nach der Schlacht am Weißen Berg und dem damit verbundenen Verlust der böhmischen Königskrone geflohen waren. Philipp wurde zeitweise am französischen Hof erzogen, auf Wunsch seines älteren Bruders Karl Ludwig wieder nach Den Haag zu seiner Mutter geschickt. Karl Ludwig verschaffte ihm einen Auftrag des englischen Parlaments, in Venedig Truppen auszuheben und nach England zu führen. Am 21. Juni 1646 ermordete er in Den Haag auf offener Straße den Marquis de l’Epinay, einen Günstling seiner Mutter und floh aus den Generalstaaten. Seine Mutter sprach nie wieder mit ihm und erkannte ihn nicht mehr als ihren Sohn an.
Philipp stand in lothringischen Kriegsdiensten und fiel als Reiteroberst unvermählt in den Kriegen der Fronde in der Schlacht bei Rethel. Seine sterblichen Überreste wurden nach Sedan verbracht und in der Grablege der Herzöge von Bouillon der Pfarrkirche Saint Charles bestattet.